# إلياس مان
إلياس مان (بالإنجليزية: Elias Mann)‏ هو ملحن أمريكي، ولد في 1750، وتوفي في 1825.

## وصلات خارجية
- إلياس مان على موقع ميوزك برينز (الإنجليزية)
- إلياس مان على موقع ديسكوغز (الإنجليزية)